# Manuel López-Quiroga Miguel

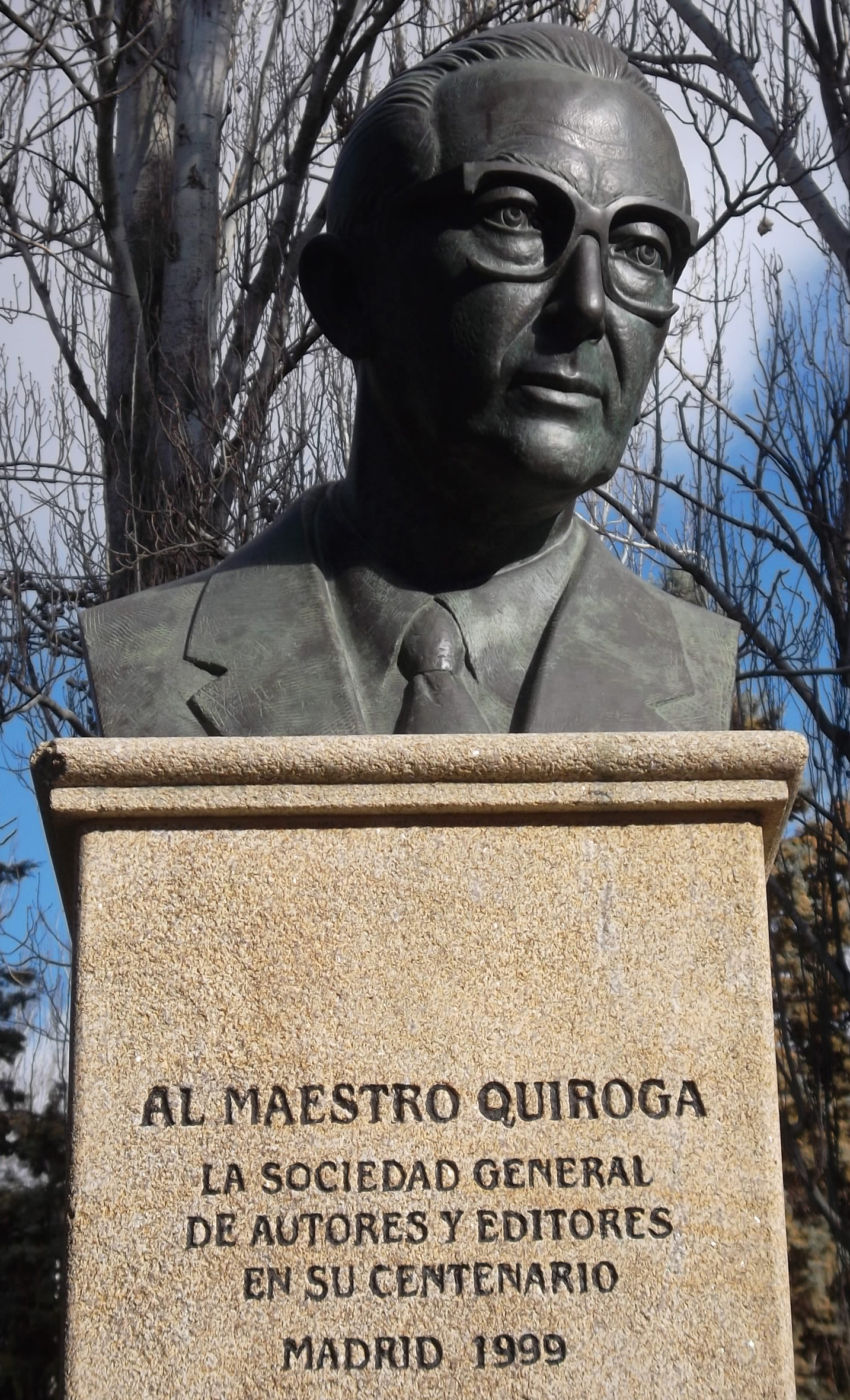
Manuel López-Quiroga Miguel

Manuel López-Quiroga Miguel (Sevilla, 30 januari 1899 – Madrid, 13 december 1988) was een Spaans componist.

## Levensloop
Hij studeerde aan het Conservatorio Municipal de Sevilla bij de heren Luis Leandro Mariani harmonie, Eduardo Torres compositie, die was dirigent van de Capilla de la Catedral de Sevilla en Rafael González Gásvez solfège en piano. Hij studeerde ook schilderijkunst en kunstgeschiedenis.
In 1929 vertrok hij naar Madrid om zijn muzikale basis uit te breiden en te verbeteren. Hij werkte als pianist in theaters en begeleidde uitvoeringen van cantates. Zo kwam hij stuk voor stuk korter aan zijn doel liederen en zarzuela's te componeren.
Hij componeerde rond 5000 liederen (canciones), waarvan La velá de San Juan en Foxtrot gitano zijn eerste waren, naast zijn marcha's, zarzuelas en andere werken. In 1986 werd hij ereburger van Madrid en erelid van de Sociedad General de Autores de España waarvoor het Ministerie van cultuur een eerbetuiging voor hem georganiseerde. Het Orquestra Nacional de España verzorgde een concert in het Teatro Real de Madrid. In 2004 bespeelde de Banda Sinfónica Municipal de Sevilla en CD met werken van deze componist met de titel: 75 Aniversario.

## Composities

### Werken voor orkest
- Ojos Verdes
- Rosa de Capuchinos
- Romance de la Otra
- Te he de Querer nientras Viva

### Werken voor banda (harmonieorkest)
- 1935 María de la O, canción-zambra - tekst: Salvador Valverde en Rafael de León
- 1946 Suite Andaluza
  1. Noche en Granada
  2. Mezquita (baile)
  3. Bolero flamenco
- 1947 Brisas de Andalucía, suite
  1. Garrotín de Córdoba
  2. Andalucía Mora (Baile)
  3. Maleficio (Danza)
- 1950 Virgen de la Palma, marcha procesional
- 1954 Color Moreno, espectacolo de danza y copla
- 1956 Jaime Ostos, paso-doble
- 1960 Españolerías, paso-doble
- 1980 Una saeta a la Virgen, marcha procesional
- ¡Ay, Maricruz! canción paso-doble - Rafael de León en Salvador Valverde
- Candelaria, marcha procesional
- Capote de grana y. oro, paso-doble - tekst: Rafael de León en Antonio Quintero Ranmírez
- Carmen de España, paso-doble - tekst: Antonio Quintero Ranmírez en Rafael de León
- Celos zambra - tekst: Antonio Quintero Ranmírez en Rafael de León
- Cocidito madrileño, paso-doble - tekst: Rafael de León en Antonio Quintero Ranmírez
- Coplas de Luis Candelas, canción paso-doble - tekst: Rafael de León
- Francisco Alegre, paso-doble torero - tekst: Rafael de León en Antonio Quintero Ranmírez
- La parrala, canción paso-doble - tekst: Rafael de León en Arias Saavedra
- La zarzamora marcha-canción - tekst: Antonio Quintero Ranmírez en Rafael de León
- Lola puñales, marcha - tekst: Antonio Quintero Ranmírez en Rafael de León
- Prisionera de los celos, marcha - tekst: Antonio Quintero Ranmírez en Rafael de León
- Suite Gitana
  1. Interludio
  2. Danza del Velorio
  3. Bolero

### Toneelwerken
- La Marquesa chulapa
- Pan y quesillo
- Sevilla, que grande eres

(Zarzuelas)
- 1918 El Presagio rojo, 1 acte - libretto: Fernando Márquez y Tirado en Salvador Videgaín García
- 1921 La Niña de los perros
- 1923 El Cortijo de "Las Matas", 1 acte - libretto: Fernando Marquez y Tirado
- 1927 De buena cepa - libretto: Francisco Acebal
- 1935 María de la O
- 1941 La Reina fea, 1 acte - libretto: Fernando Márquez y Tirado en Pedro Llabrés Rubio
- 1944 Pepita Romero - libretto: Federico Romero en Guillermo Fernández-Shaw
- 1947 Gloria La Petenera

### Vocale muziek
- 1962 Contigo nada más, cha-cha-chá - tekst: Carlos Salto
- 1963 Don Nicanor, polka-fox (samen met: Ramón Cobián) - tekst: A. Gîaï Padilla
- 1963 Chupirindango, bossa-nova ritual (samen met: Ramón Cobián) - tekst: A. Gîaï Padilla
- ¡Ay, macarena!, canción - tekst: Rafael de León en Antonio Quintero Ranmírez
- ¡Ay, pena, penita! farruca - tekst: Rafael de León en Antonio Quintero Ranmírez
- A la Lima y al Limón
- Aserrín, aserrín, villancicos - tekst: Rafael de León en Arias Saavedra
- Ay, Mari Cruz
- Carcelero, carcelero, canción flamenca - tekst: Rafael de León en Antonio Quintero Ranmírez
- Doña Sol
- La niña de la estación
- No me llames Dolores O, canción - tekst: Rafael de León
- Ojos verdes
- Tatuaje, canción del puerto - tekst: Rafael de León, Arias Saavedra en Alejandro Rodríguez Gómez
- Y sin embargo te quiero

## Publicaties
- Maria de los Angeles Pidal Fernández: El compositor Manuel López-Quiroga
- Miguel Espín en Romualdo Molina: Quiroga. Un genio sevillano. Fundación Autor, 1999. ISBN 8480482869

- Biblioteca Nacional de España: XX1046540
- Bibliothèque nationale de France: cb14430699k (data)
- Gemeinsame Normdatei: 123058317
- International Standard Name Identifier: 0000 0000 5926 3658
- Library of Congress Control Number: n00044018
- MusicBrainz: bccbd5d0-d620-4165-a68e-efbd0cbc5723
- Istituto Centrale per il Catalogo Unico: CUBV089336
- Système universitaire de documentation: 061651303
- Virtual International Authority File: 61764636
- WorldCat: E39PBJcwxJdfQfGw8t74kcJv73